# Zbąszyń (gromada)
Zbąszyń (planowana lecz nie wdrożona nazwa: Nowy Dwór) – dawna gromada, czyli najmniejsza jednostka podziału terytorialnego Polskiej Rzeczypospolitej Ludowej w latach 1954–1972.
Gromady, z gromadzkimi radami narodowymi (GRN) jako organami władzy najniższego stopnia na wsi, funkcjonowały od reformy reorganizującej administrację wiejską przeprowadzonej jesienią 1954 do momentu ich zniesienia z dniem 1 stycznia 1973, tym samym wypierając organizację gminną w latach 1954–1972.
Gromadę Zbąszyń z siedzibą GRN w mieście Zbąszyniu (nie wchodzącym w skład gromady) utworzono – jako jedną z 8759 gromad na obszarze Polski – w powiecie nowotomyskim w woj. poznańskim, na mocy uchwały nr 30/54 WRN w Poznaniu z dnia 5 października 1954. W skład jednostki weszły obszary dotychczasowych gromad Nądnia i Nowy Dwór ze zniesionej gminy Zbąszyń oraz miejscowości Leśne Domki (osiedle) i Przysiółki (osiedle) z miasta Zbąszyń – w tymże powiecie. Dla gromady ustalono 12 członków gromadzkiej rady narodowej. Gromada powstała w miejsce planowanej gromady Nowy Dwór z siedzibą w Nowym Dworze.
1 stycznia 1960 do gromady Zbąszyń włączono obszar zniesionej gromady Strzyżewo w tymże powiecie.
1 stycznia 1962 do gromady Zbąszyń włączono obszar zniesionej gromady Chrośnica w tymże powiecie.
4 lipca 1968 do gromady Zbąszyń włączono obszar zniesionej gromady Przyprostynia w tymże powiecie.
1 stycznia 1970 do gromady Zbąszyń włączono 68,23 ha z miasta Zbąszyń w tymże powiecie, natomiast 126,73 ha (części wsi: Nowy Dwór – 44,53 ha, Nądnia – 13,36 ha, i Perzyny – 68,84) z gromady Zbąszyń włączono do miasta Zbąszyń.
Gromada przetrwała do końca 1972 roku, czyli do kolejnej reformy gminnej. 1 stycznia 1973 w powiecie nowotomyskim reaktywowano gminę Zbąszyń.